# Propanoate de méthyle
Le propanoate de méthyle est l'ester de l'acide propanoïque et du méthanol et de formule semi-développée CH3CH2COOCH3,  utilisé dans l'industrie alimentaire et dans la parfumerie comme arôme. 